# Portoferraio
Portoferraio là một trong 8 xã trên đảo Elba ở tỉnh Livorno. Đây là thành phố lớn nhất và là thủ phủ cũng như trung tâm văn hóa và kinh tế đảo này. Do địa hình đặc thù, nhiều toà nhà ở đô thị này được xây trên sườn các đồi có 3 bên là biển bao bọc. Nó có 12.027 dân (31 tháng 12 năm 2013). Cái tên "Portoferraio" có nghĩa là "bến cảng sắt", do sự khai thác mỏ sắt trên Elba.

### Hình ảnh

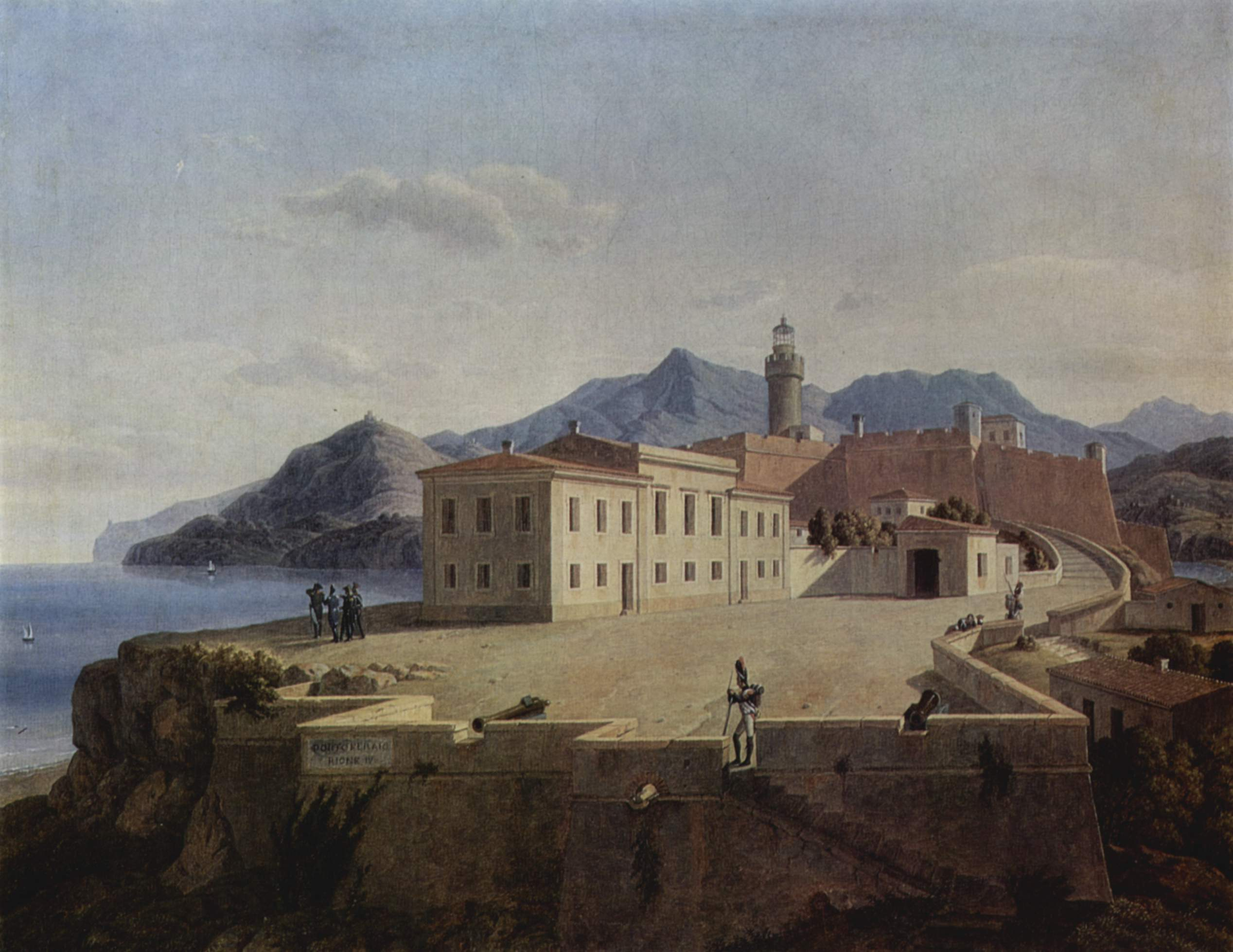
Napoleon in Portoferraio, Leo von Klenze, 1839.
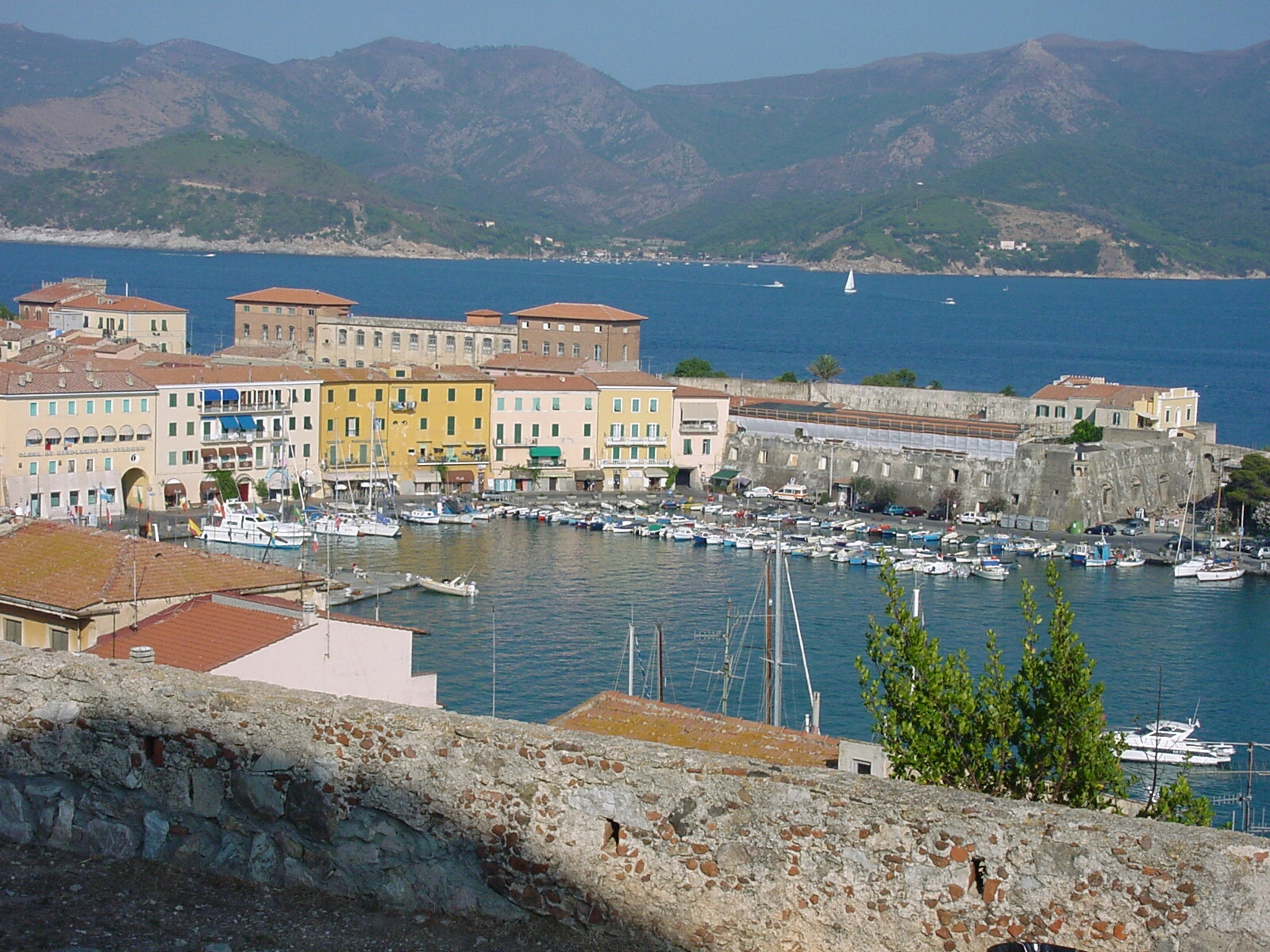
Cảng Portoferraio
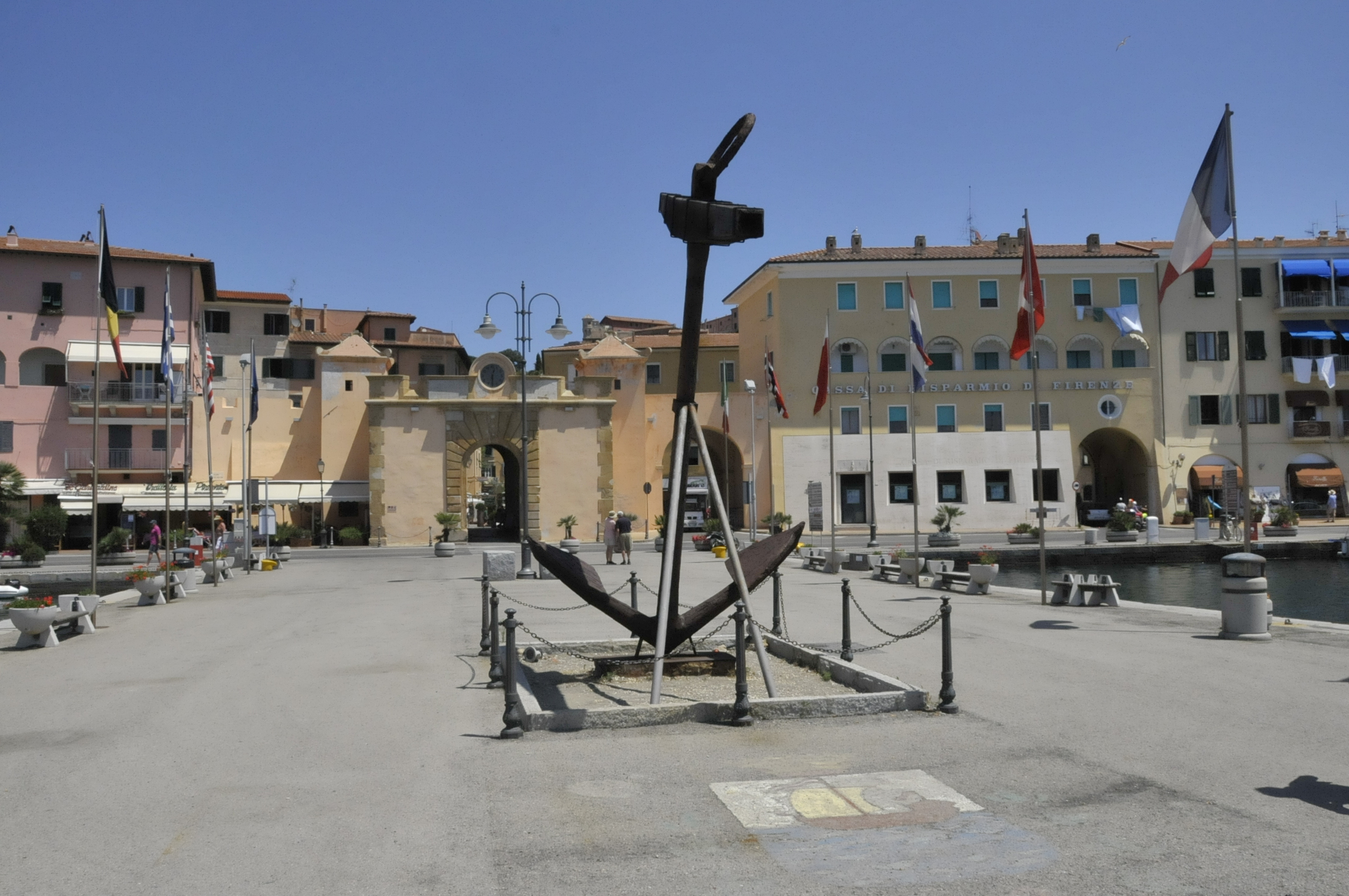
Nhìn từ giữa cảng tới cổng thành cổ Porta del Mare
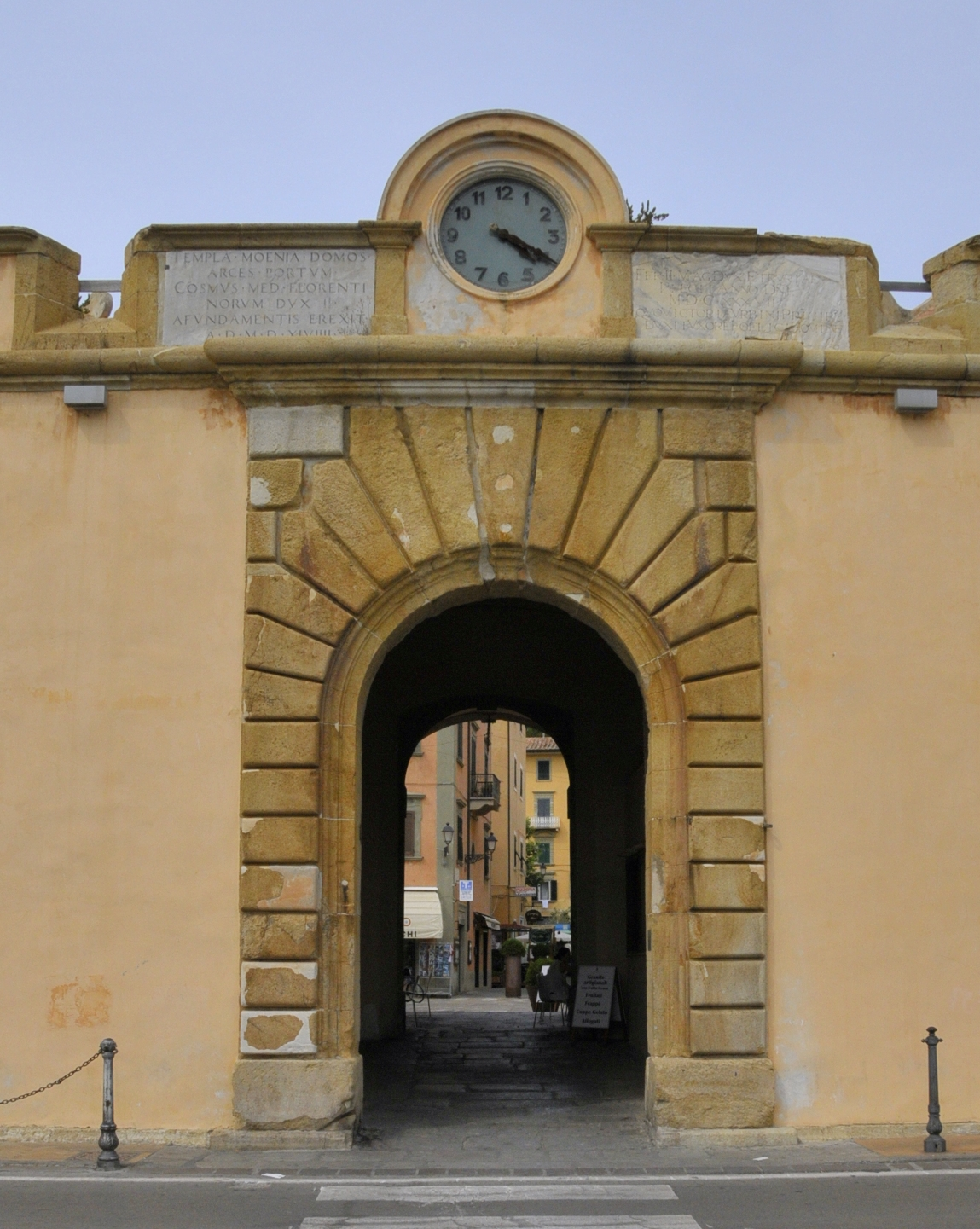
Porta del Mare
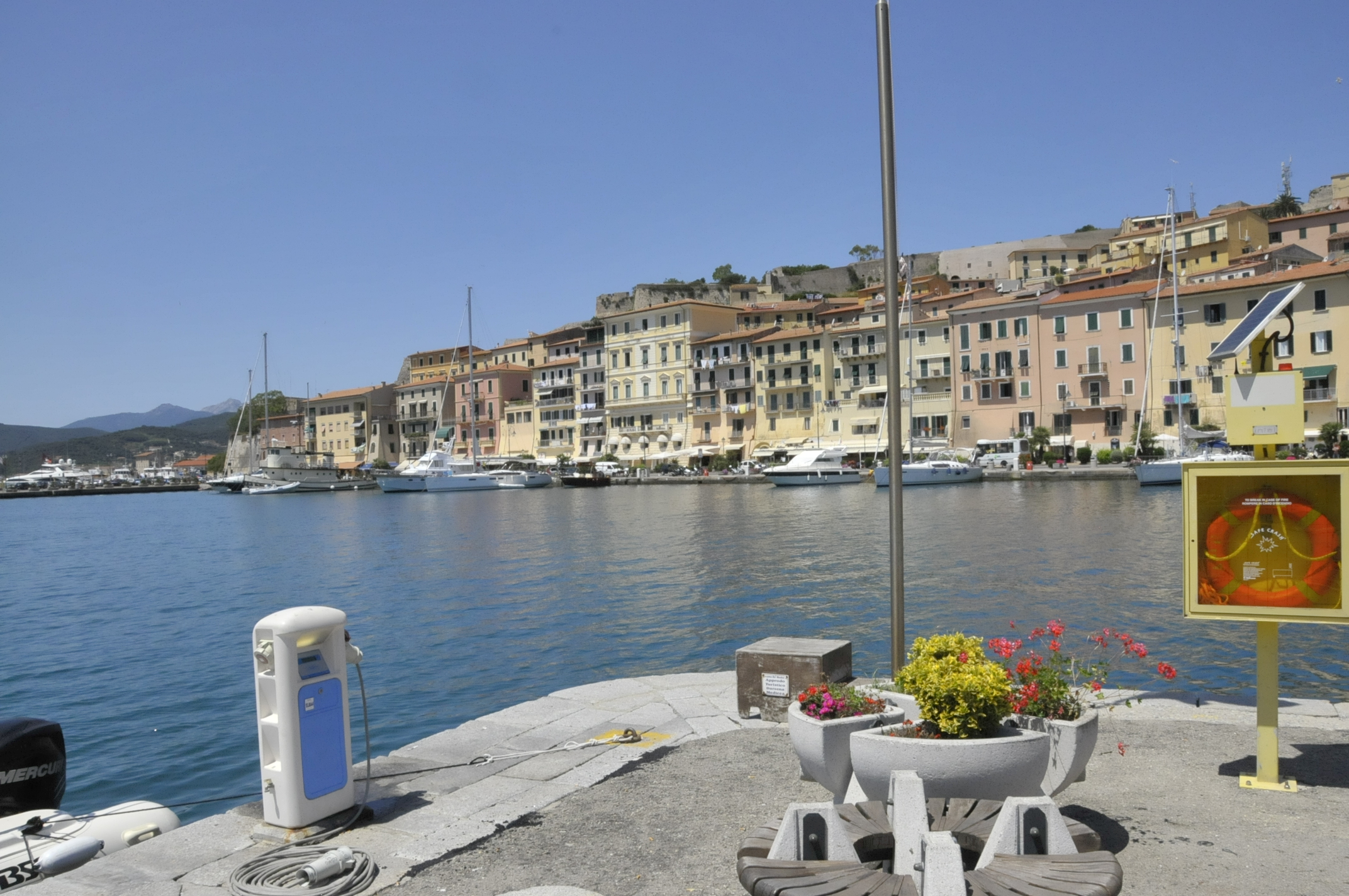
Nhìn từ bến tàu
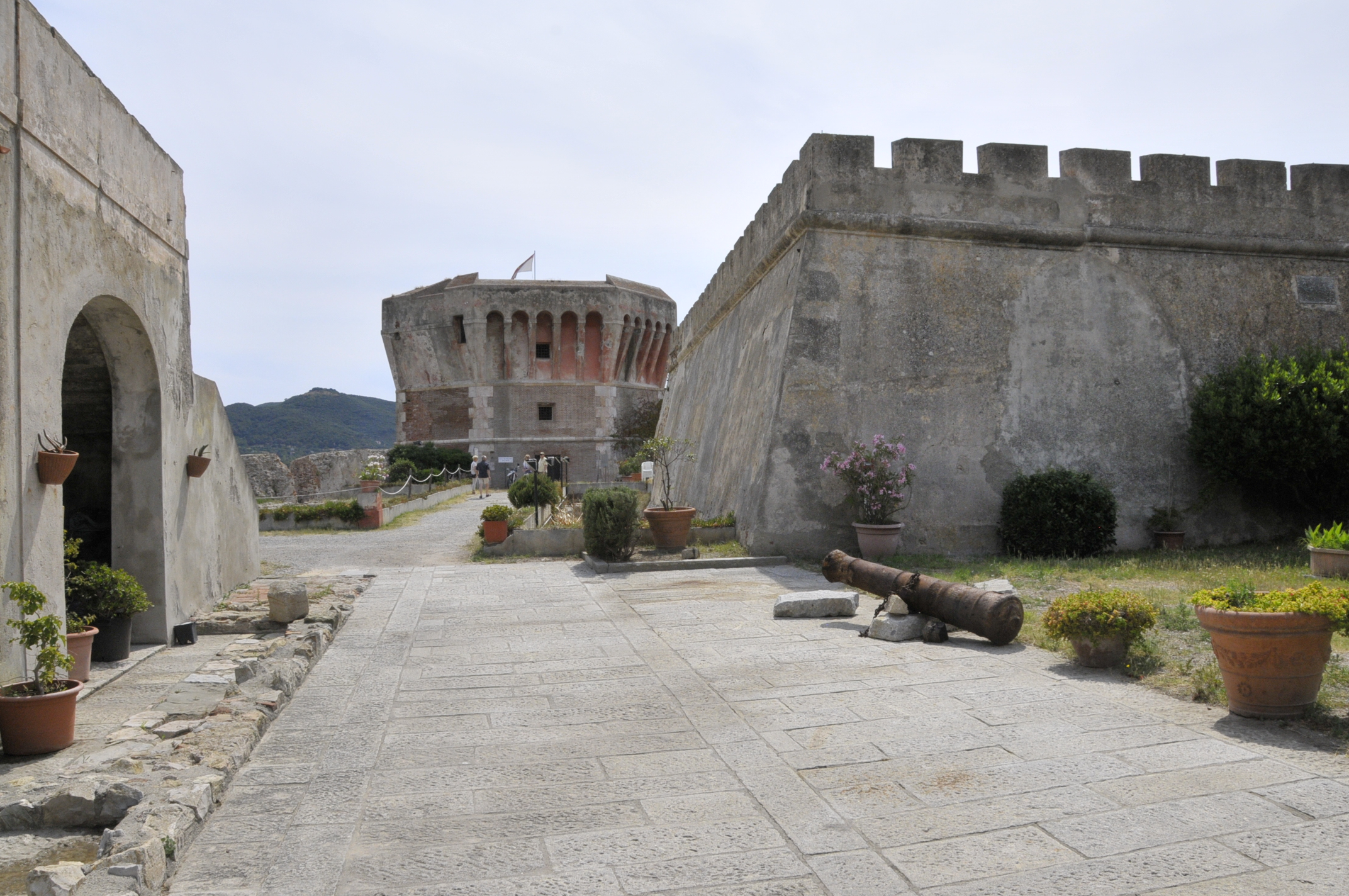
Torre del Martello
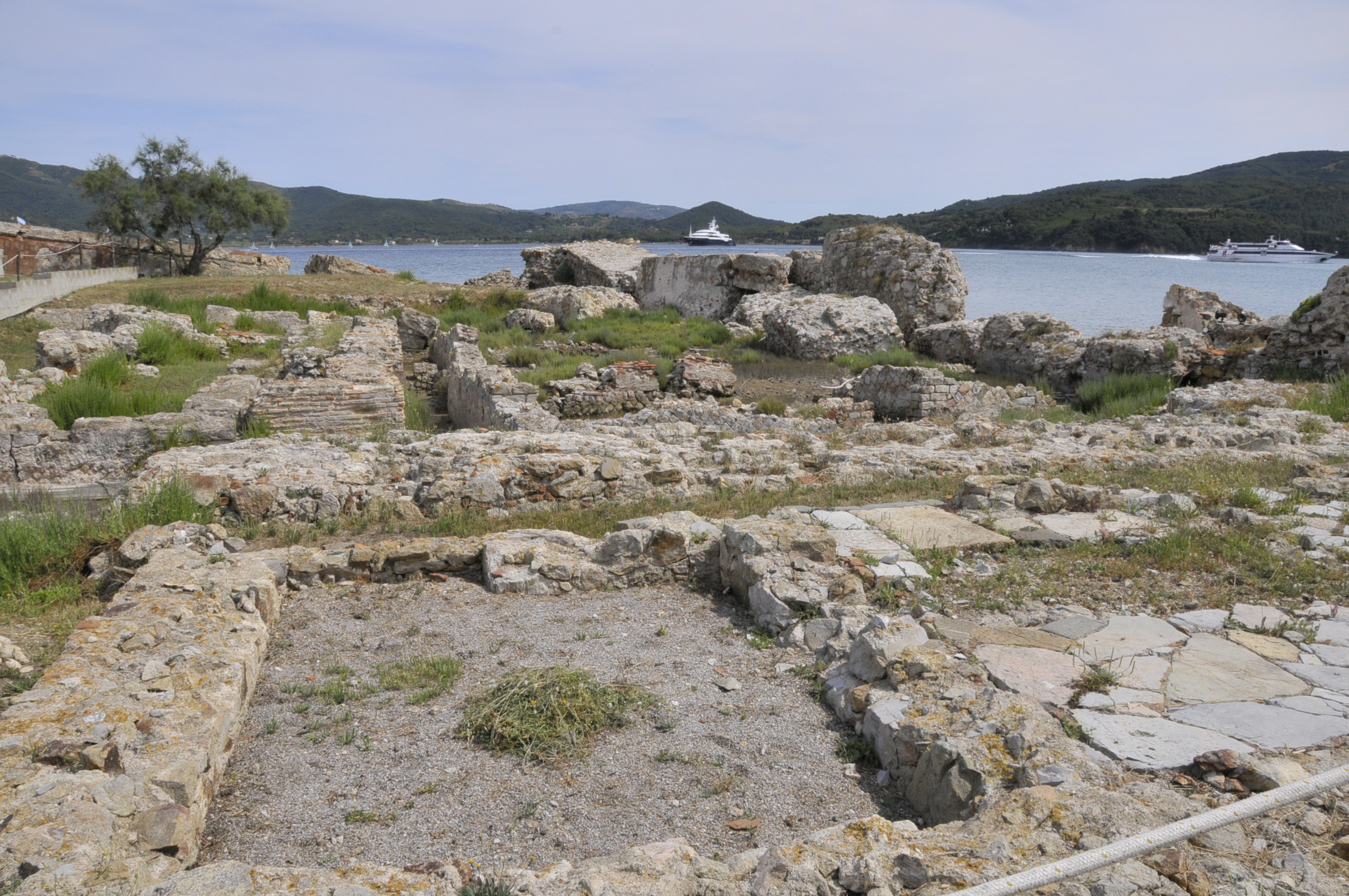
Chỗ khai quật khảo cổ Torre del Martello
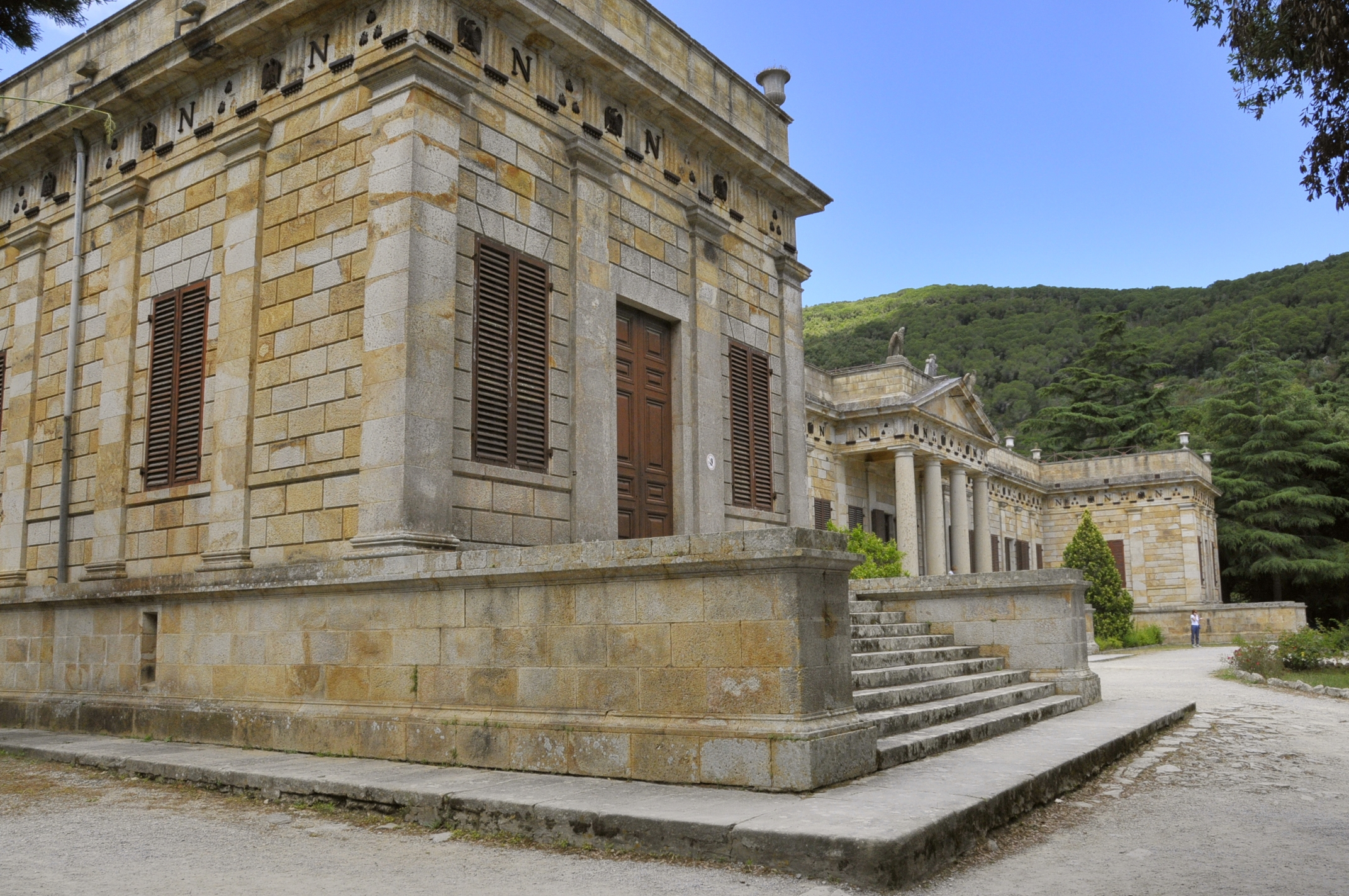
Lâu đài Demidoff

## Tắm biển
Trên đường từ Portoferraio đến Procchio, có vịnh Biodola (cách 7,5 km) với một bãi biển đẹp với cát mịn dài khoảng 600m. Vì rất được ưa chuộng và ít chỗ đậu nên thường phải đậu 2 bên lề đường, nhưng có thể đậu gần bãi để giỡ người và đồ đạc xuống. Ngoài ra mỗi ngày có xe mini buýt chạy nhiều lần về Portoferraio.